# Pycnonotus leucogenys
Pycnonotus leucogenys é uma espécie de ave passeriformes da família Pycnonotidae.
Pode ser encontrada nos seguintes países: Afeganistão, Butão, Índia, Nepal, Paquistão e Tadjiquistão.